# Rhopalomyia mongolica
Rhopalomyia mongolica är en tvåvingeart som beskrevs av Boris Mamaev 1972. Rhopalomyia mongolica ingår i släktet Rhopalomyia och familjen gallmyggor.
Artens utbredningsområde är Mongoliet. Inga underarter finns listade i Catalogue of Life.